# Toszek
Toszek (germană Tost) este un oraș în Polonia.